# Marco de Canaveses
Marco de Canaveses (antiguamente se escribía Marco de Canavezes) es una ciudad portuguesa en el distrito de Oporto, região Norte y comunidad intermunicipal Támega y Sousa, con cerca de 10 500 habitantes.

## Geografía
Es sede de un municipio con 202,02 km² de área y 49 546 habitantes (2021), subdividido en 16 freguesias. El municipio está limitado al norte con el municipio de Amarante, al este con Baião, al sur con Cinfães, al sudoeste con Castelo de Paiva y al oeste con Penafiel.

## Historia
Es municipio desde 1852. Es la ciudad de nacimiento de Carmen Miranda.

## Demografía
| Gráfica de evolución demográfica de Marco de Canaveses entre 1864 y 2021 |
|                                                                          |
| Datos según el nomenclátor publicado por el INE portugués.               |

## Freguesias
Las freguesias de Marco de Canaveses son las siguientes:
- Alpendorada, Várzea e Torrão
- Avessadas e Rosém
- Banho e Carvalhosa
- Bem Viver
- Constance
- Marco
- Paredes de Viadores e Manhuncelos
- Penha Longa e Paços de Gaiolo
- Sande e São Lourenço do Douro
- Santo Isidoro e Livração
- Soalhães
- Sobretâmega
- Tabuado
- Várzea, Aliviada e Folhada
- Vila Boa de Quires e Maureles
- Vila Boa do Bispo